# Ranimustine
Ranimustine (INN, được bán dưới tên thương mại Cymerin, còn được gọi là MCNU) là một tác nhân kiềm hóa nitrosourea được phê duyệt tại Nhật Bản để điều trị bệnh bạch cầu tủy xương mãn tính  và bệnh đa hồng cầu.
Nó chưa bao giờ được đệ trình để đánh giá FDA tại Hoa Kỳ, nơi nó không được bán trên thị trường.